# Bucovăț (Dolj)
Pour l’article homonyme, voir Bucovăț.

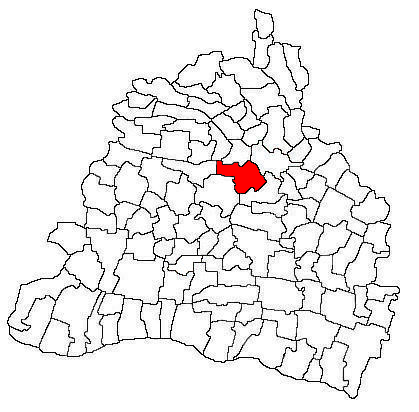

Bucovăț est une commune roumaine située dans le județ de Dolj.